# 福爾米卡島

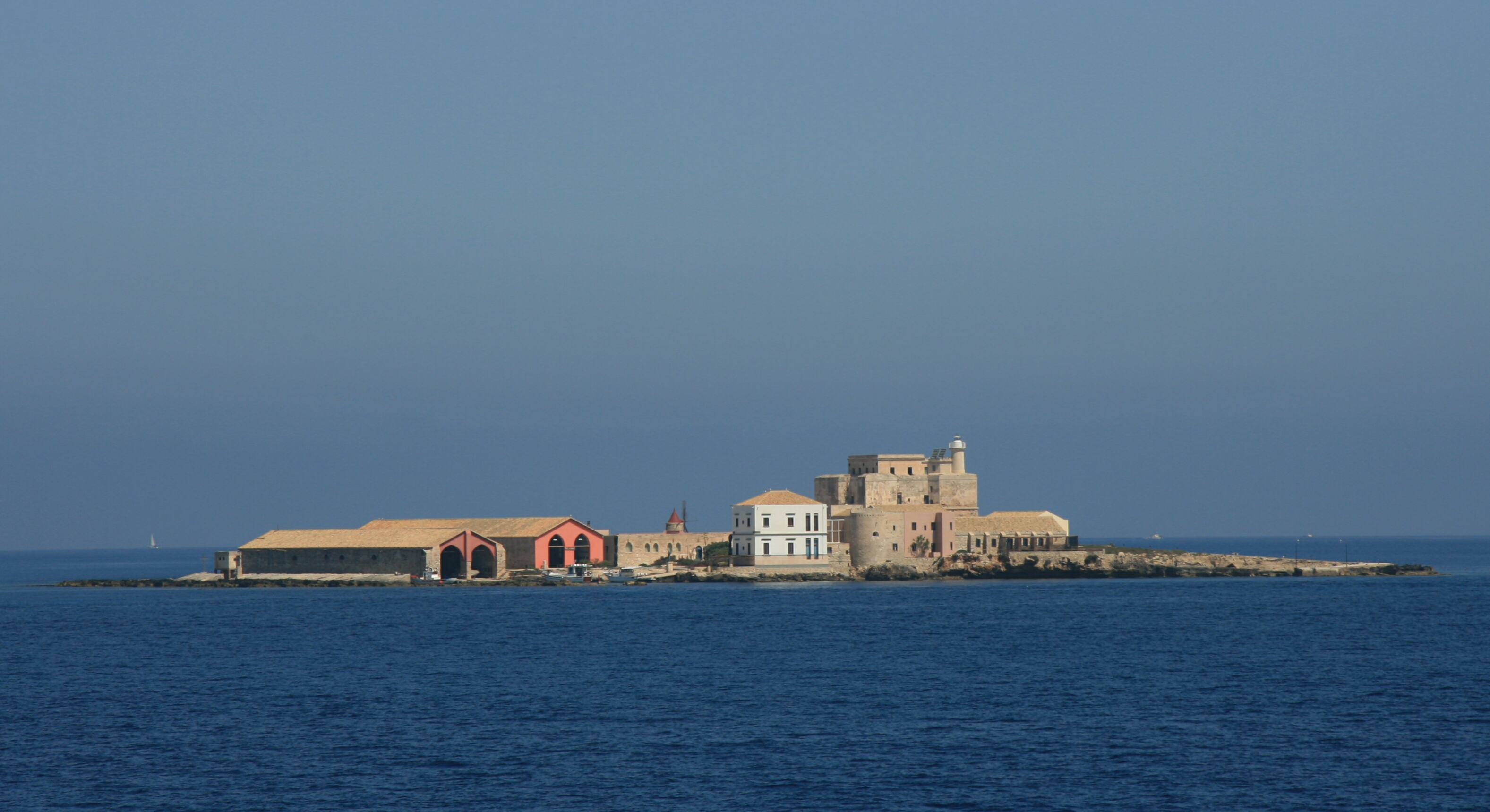

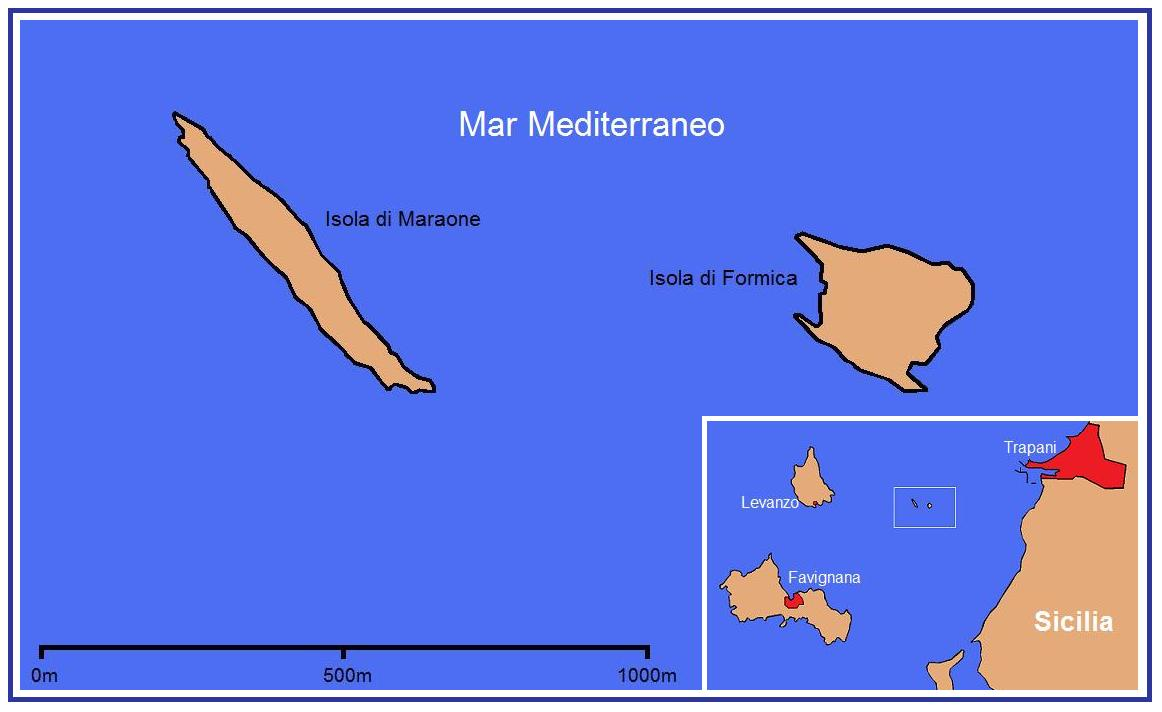

福爾米卡島是意大利的島嶼，位於萊萬佐島和特拉帕尼之間的地中海，屬於埃加迪群島的一部分，由法維尼亞納負責管轄，長0.3公里、寬0.2公里，面積0.04平方公里，最高點海拔高度5米，島上無人居住。

## 外部連結
- Isola di Formica （页面存档备份，存于） (italienisch)
- L'isola di Formica (italienisch, mit Fotos)
- Porträt auf den Seiten von Mondo X （页面存档备份，存于） (ital./engl.)